# جاستین (تگزاس)
جاستین، تگزاس (به انگلیسی: Justin, Texas) یک شهر در ایالات متحده آمریکا با جمعیت ۳٬۲۴۶ نفر است که در تگزاس واقع شده‌است.

## موقعیت جغرافیایی
موقعیت جغرافیایی شهرها و مناطق اطراف به شرح زیر است: